# António Luís de Sousa
António Luís de Sousa Telo de Meneses, mais conhecido como António de Sousa (6 de abril de 1644–25 de dezembro de 1721), quarto conde do Prado em vida do pai, 2.º Marquês das Minas, foi um militar superior português.
Desde 2015, o seu nome está consagrado na toponímia de Lisboa através da Rua D. António Luís de Sousa, situada junto à Cascalheira, na freguesia de Campolide.

## Biografia
Segundo o livro «Nobreza de Portugal», iniciou-se no exército aos 13 anos, sob as ordens do pai, na campanha de defesa de Elvas em 1658 e 1659, na guerra da Restauração. Acompanhou-o ao Minho, assistiu a várias ações. Em 1661 foi despachado capitão das guardas do exército, comandado por seu pai, e em 1663 é mestre-de-campo de um terço de Infantaria. Nesta qualidade fez parte das forças com que o pai tanto se distinguiu na fronteira do Minho. Entrou na tomada do forte de Gayão (Goián), e continuando a servir na província, estava nomeado em 26 de novembro de 1665 general de batalha. Em 1665, entrou na expugnação da vila da Guardia. Em 1666 atuou brilhantemente junto a Valença, derrotando os espanhóis. 
Firmada a paz, ficou governando as armas de Entre Douro e Minho em 1669, enquanto o pai foi como embaixador a Roma.
Em 1671, segundo comenta o livro "Monstruosidades do tempo e da fortuna", enfrentou o marquês de Fontes, no jogo da péla. "Estranharam os chapéus, porque os desconheceu a cabeça, e para que se se visse quais eram as cabeças, andaram às punhaladas sobre se trocarem os chapéus. Ambos ficaram feridos, confirmando em seu próprio sangue a fidalguia como se fora derramada em os campos de África; feneceu a batalha com Sua Alteza os mandar prender a ambos em suas proprias casas".
Em 1674 sucedeu no título a seu pai.
A 6 de dezembro do mesmo ano foi promovido a mestre-de-campo general mas no entretanto foi nomeado presidente do Conselho Ultramarino.

## No Brasil
De 1684 a 1687 foi promovido a governador e capitão-general do Brasil, onde se distinguiu notavelmente, apesar de graves contrariedades. 
«Alcançou no curto prazo serenar as inquietações nascidas no tempo dos governadores antecedentes, e tornou-se diversas vezes notável pelos serviços. Teve necessidade de recorrer a meios violentos para coibir os impetuosos arrebatamentos do governador de Pernambuco, João da Cunha Sotomaior. Depois, na terrível epidemia tropical, a bicha que grassou na no  e Pernambuco» (talvez um surto de febre amarela?), «pela primeira vez descrita por um médico, o Dr. João Ferreira da Rosa, mostrou dedicação, pagando do seu bolso remédio e e hospitalizações. Outro caso grave sucedeu em 1684 - a revolta do Maranhão, provocada pela proibição do tráfico de escravos, liderada por Manuel Beckman e Manuel Serrão de Castro, que depuseram as autoridades e proclamaram a autonomia regional. Nessa altura, o tenente-general Gomes Freire de Andrade foi enviado do Reino de Portugal uma expedição que sufocou a insurreição, enforcando os líderes - para muitos autores, trata-se da primeira manifestação nativista.

## No Reino
Regressando a Portugal em 1687, sucedeu ao Duque de Cadaval no cargo de presidente da junta do Tabaco (1698-1704). Desde 9 de julho de 1688 estava nomeado conselheiro de Guerra.

## Guerra de Sucessão da Espanha
Quando despoletou a Guerra de Sucessão da Espanha, em 1701, foi encarregado da praça de São Julião da Barra e, depois do tratado de 16 de maio de 1703, partiu para a Beira, dispondo coisas do exército. Juntou-se ao Príncipe de Tilly que entrara pelo Alentejo, tomou Portalegre; mas o Marquês de Villadanas tomou o Algarve e Castelo de Vide. Desastroso o início das hostilidades para Portugal.
Havia grande talento no marquês das Minas, mas estava quase sem recursos e viveres. O Duque de Berwick falava nele com enorme consideração, mas o Barão de Fagel e lord Galloway eram os generais que tudo decidiam no exército. Debalde quis o Marquês entrar em Espanha.
Quando em 1701 se ajustou entre Portugal, a França e a Espanha o tratado de aliança para reconhecimento de Filipe V e garantia do testamento de Carlos II, e se tratou de guarnecer a capital e de pôr em defesa a margem do Tejo, foi encarregado do governo da praça de São Julião da Barra, com o mando de todos os fortes desde Paço de Arcos até Cascais; tendo, porém, depois D. Pedro II de Portugal ajustado com os Países Baixos o Império e a Inglaterra, o tratado de 16 de maio de 1703 em que Portugal se coligava com esses estados contra Filipe V, e tratando-se de adotar as prevenções para a guerra em que nos íamos empenhar para defender o Arquiduque Carlos, foi enviado para a província da Beira, a fim de dispor as coisas pertencentes ao exército que devia entrar em campanha.
Em 24 de junho de 1703 foi nomeado governador das Armas da Beira, conselheiro de Estado em abril de 1704.
«Em 12 de junho de 1704, governando a Beira, atacou e destroçou o inimigo comandado por D. Francisco Ronqullo, junto a Monsanto, ferindo-se em combate. Em 1705, recuperou Salvaterra do Extremo e incendiou Zarza. Passou no mesmo ano a tomar o governo das Armas do Alentejo.»
Diz a Nobreza de Portugal, tomo II, pág. 744: «(…) intentou apoderar-se de Badajoz, o que não conseguiu por esta praça ter sido eficazmente socorrida pelos espanhóis. A 7 de março de 1706, fez nova investida, queimando a vila de Brocas e junto desta tiveram as suas tropas um choque com as que o Duque de Berwick comandava, do qual resultou a derrota das forças deste último, colhendo o nosso general 80 prisioneiros e 240 cavalos. A 9 de abril do mesmo ano sitiou Alcântara, governada pelo general-de-batalha D. Miguel Gasco, conseguindo tomá-la e aprisionar juntamente com o dito governador toda a sua guarnição e 47 peças de artilharia. Prosseguiu o Marquês das Minas vitoriosamente a campanha, tomando consecutivamente Ciudad Rodrigo, Salamanca, Coria e Plasencia, e em 25 de junho fez a sua vitoriosa entrada em Madrid, onde esteve instalado como senhor durante 40 dias, no Paço Real, recebendo a sujeição dos poderes constituídos e tribunas, não só da mesma cidade como de Segóvia e Toledo, e fazendo ali proclamar Rei o referido Arquiduque D. Carlos, por cuja pretensão os aliados combatiam.»
Diz outro autor: «Em lugar de desenvolverem uma atividade que poderia ter dado golpe decisivo na soberania de Filipe V, o governo de D. Pedro II e os arquiduques mostraram-se pouco enérgicos e decididos, e por, isso o duque de Berwick, abrindo a campanha, tomou Salvaterra e Segura que capitularam. Seguindo pela Beira, assenhoreou-se de grande número de povoações, que não resistiram por estarem desguarnecidas à exceção de Monsanto e de Idanha-a-Nova, onde os campónios portugueses fizeram uma bela defesa, e batendo o barão de Fágel nos desfiladeiros da Serra da Estrela prosseguiu até Vila Velha, atravessou o Tejo, fez a sua junção com o príncipe de Tilly, que entrara pelo Alentejo, e tomou Portalegre, ao passo que o Marquês de Villadanas assolava o Algarve e tomava Castelo de Vide. Não se podia imaginar mais desastroso começo de hostilidades, mas três coisas salvaram Portugal nessas apertadas e críticas circunstâncias: as intrigas da corte de Madrid que estorvavam os desígnios de Berwick, a inabilidade do Príncipe de Tilly, e o talento do Marquês das Minas que, entregue aos seus próprios recursos, quase sem víveres nem equipamentos para as tropas, porque os depósitos estavam em Castelo Branco e para o lado do Alentejo, saiu de Almeida a 2 de junho com uma pequena divisão e restabeleceu os negócios militares.

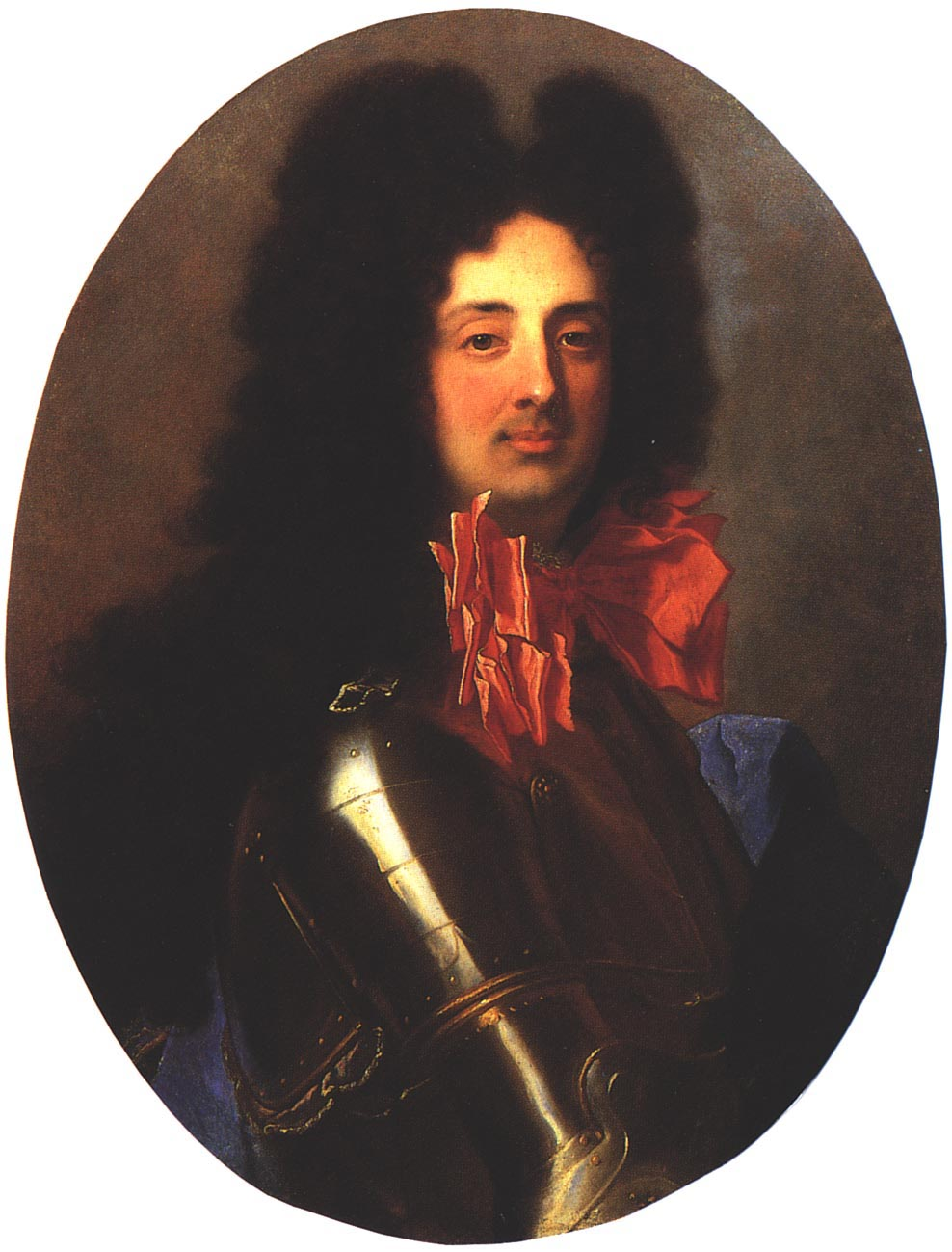
João de Sousa, filho e herdeiro de D. António de Sousa, acompanhou o pai na Guerra da Sucessão Espanhola como seu ajudante.

«Sua intenção era cortar da linha de operações ao exército de Berwick, mas este general, vendo que não recebia reforços de Madrid que o habilitassem a prosseguir na sua marcha vitoriosa, retirara para a fronteira, o que não impediu um dos seus generais de ser rudemente batido pelas tropas do marquês das Minas, que tinham sido reforçadas pelas do Conde da Atalaia e do conde de Alvor com os contingentes do Minho e de Trás-os-Montes. O Marquês estreara-se tomando Fuente Guinaldo, e reconquistara depois finalmente as povoações portuguesas ocupadas pelas tropas de Berwick.
«Tantos serviços prestados pelo Marquês das Minas confessados pelos próprios inimigos, pois que o Duque de Berwick sempre falava dele com muita consideração ao passo que votava um profundo desprezo aos outros generais que tinha na sua frente, tantos serviços pois pareciam que o indigitavam para o comando em chefe do exercito aliado, mas o holandês B de Fágel, quando D. Pedro II entrou em campanha, foi o verdadeiro general como se el-rei o quisesse recompensar pela derrota que sofrera, e que estivera quase abrindo ao inimigo as portas de Lisboa. Fágel e lorde Galloway eram os dois generais que tudo decidiam no exercito, e debalde quis o Marquês das Minas entrar em Espanha impelindo adiante de si o general francês, que de bem poucas forças dispunha. Prevaleceram as opiniões de Galloway e Fágel, e a pretexto de estar próximo o Inverno, os soberanos recolheram-se a Lisboa sem terem vingado o insulto das armas franco-espanholas, nem terem aproveitado os brilhantes sucessos do Marquês das Minas.
A este respeito dizem Paquis e Dochez na sua «Historia de Hespanha»: «Minas continuava a ser empreendedor, mas todos os seus planos eram paralisados pela inépcia de lorde Galloway».
No ano seguinte, o Marquês das Minas continuou a ser posto de parte dando-se-lhe apenas o comando do exército da Beira, ao passo que o Conde das Galveias, general distintíssimo mas muito idoso, recebia o comando do exército de Alentejo a que se tinham juntado as tropas estrangeiras, e que era destinado para as operações militares. À frente de um pequeno corpo de tropas viu-se o Marquês obrigado a empregá-lo em ações de pouca importância, e limitou-se a reconquistar a praça de Salvaterra e a ocupar a povoação de Sarça, mas por fim, apesar da má vontade que pareciam ter na corte ao Marquês das Minas, não houve remédio senão confiar-lhe o comando principal do exército de operações.
Tratou logo o general de fazer uma campanha de Outono, a fim de favorecer com uma diversão poderosa as operações realizadas na Catalunha pelo conde de Peterborough. Sem se demorar com o ataque e tomada de pequenas praças, determinou imediatamente pôr cerco a Badajoz, que lhe devia servir de base de operações.
Nos princípios de Outubro entrou em campanha, traçou em redor de Badajoz a linha de circunvalação, o com tanta energia bateu a praça, que estava já a brecha a ponto de ser praticável quando o marechal de Pessé conseguiu passar o rio Xévora, por descuido ou por maldade de Galloway, e formar-se em batalha debaixo dos muros de Badajoz cobrindo-a dessa forma e tornando-a inexpugnável. Ficaram desse modo inúteis todas as precauções que Minas tomara para que a praça não fosse socorrida. Não faltou quem atribuísse à inveja e à má vontade dos generais estrangeiros a singularidade de passar um exército inteiro quase à vista do nosso sem ser sentido, mas o Marquês das Minas, tendo perdido ocasião de dar golpe no poder do Rei de Espanha, tratou de levantar o cerco sem deixar nem uma peça nas mãos do inimigo, levando até dos arredores da praça tudo quanto entendeu que era útil ao exercito. Daí a pouco Filipe V, obrigado pela noticia que lhe chegara da rendição de Barcelona, chamou da fronteira portuguesa o marechal de Pessé com grande parte das forças que aí militavam, e o Marquês das Minas, ficando por isso com um pequeno exército na sua frente, abriu a campanha de 1706 resolvido a marchar sobre Madrid.
«Concentrando num só corpo todas as suas tropas, dirigiu se rapidamente para o Norte deixando Badajoz à sua direita, ocupou de surpresa os lugares de S. Vicente e de Membrio, e travou renhido combate com o inimigo em Brozas. Alcançando vitória deixou o adversário retirar para Cáceres, prosseguiu para Alcântara, que no fim de cinco dias de resistência teve de se render, enviando o marquês para Portugal em resultado dessa capitulação 4.200 prisioneiros, entre os quais se contavam 6 generais e 128 oficiais, e assenhoreando-se por essa ocasião de 47 peças de artilharia, 2.961 espingardas fora as desarmadas, 3.900 arrobas de pólvora, 1.800 balas de artilharia, 360 caixas de balas de chumbo, 6 morteiros, 400 moios de farinha, 100 de cevada, 200 tonéis de vinho, 1.100 fardamentos novos, 105 cavalos, etc. »
«Sem se demorar em Alcântara mais do que o tempo necessário para reunir abastecimentos e munições, Minas seguiu em direção a Madrid pela estrada de Placencia. Preparava-se Berwick para passar o Tejo, a fim de socorrer Alcântara, quando teve notícia de que a praça se rendera. Retirando então para Placencia com o intento de cobrir a capital do reino sem se aventurar a uma batalha, começou entre os dois hábeis generais, que se achavam frente a frente, uma série de marchas e contramarchas estratégicas em que Berwick e Minas se mostraram igualmente dignos. 0 Marquês não querendo empreender uma marcha tão audaciosa sem ter bem segura a comunicação com Portugal, e sem sujeitar ao mesmo tempo ao poder de Carlos III uma larga extensão de território, enquanto marchava sabre Placencia, ocupando no caminho Coria e Galisteo, mandou destacamentos do seu exército para ocuparem na sua direita Cáceres e Truxillo. No dia 28 apareceu diante de Placencia onde, depois do Duque retirar para a margem esquerda do rio entrou logo fazendo aí aclamar Carlos III. Desse ponto continuou o exercito português rumo a Madrid pela estrada que, sendo cortada pelo Tretor atravessa Naval-Moral, Talavera de Ia Reyna e Toledo e pela qual se retirava Berwick fazendo um simulacro de resistência, na ideia de atrair o Marquês das Minas às estéreis planícies da Castela Nova. Chegando a Almaraz o nosso general, compreendendo o fim do adversário, deixou de o perseguir, retirou subitamente para Coria e fazendo um grande rodeio, seguiu para o Norte a estrada de Ciudad Rodrigo e de Salamanca, colhendo assim a vantagem de marchar ao longo da fronteira da nossa província da Beira e de ser reforçado por tropas frescas, ao passo que o Duque de Berwick se pretendesse ir-lhe no alcance se via obrigado a enfraquecer ainda o seu pequeno exército.»
A 22 de maio de 1706, quando o Duque de Berwick mal podia suspeitar as intenções do Marquês das Minas, dirigia-se o nosso exército a marchas forçadas para Ciudad Rodrigo, e abdicando as condições da capitulação para não demorar a marcha, tomou posse dessa praça e encaminhou-se para Salamanca, onde ditou a lei prosseguindo logo depois para Madrid sem encontrar resistência porque o duque ou não teve forças ou não teve tempo para lhe disputar a passagem dos desfiladeiros do Guadarrama. A 24 de junho chegou perto de Madrid, ao sítio de Nossa Senhora do Retamal, e esperando aí notícias da capital para saber a atitude que ela tomaria contra o exército vencedor, não tardou a receber informações seguras.
«A orgulhosa cidade mandava humildemente os seus deputados ao general português para pedir que nomeasse o corregedor que devia governar a cidade, e muitas cidades das províncias próximas tais como Segóvia, Toledo, Talavera de la Reina, Ávila e outras, enviaram também os seus emissários implorarem a proteção do nosso general. No dia 28 finalmente fez o exercito entrada triunfal em Madrid e ao cabo de 126 anos o Marquês das Minas vingava a afronta que Portugal sofrera com a entrada do Duque de Alba em Lisboa.
«Entradas em Madrid as forças do comando do Marquês das Minas, este ordenou que se efetuasse com solenidade a aclamação de Carlos III a 2 de julho, e ao mesmo tempo enviou recados sobre recados ao arquiduque, para que apressasse a sua vinda para a capital, mas esse príncipe fez muito devagar a viagem de Barcelona a Madrid, demorou-se em Saragoça, e paralisou todos os movimentos do marquês com os avisos que lhe mandava de que não tardaria a unir-se-lhe. Com todas essas delongas a junção só veio a efetuar-se quando já toda a Espanha estava em fogo, quando Berwick cortava as comunicações do exército com o Aragão, como já estavam cortadas com Portugal, e em ocasião por fim em que o Marquês das Minas, para não ser envolvido pelas tropas regulares e pelos insurgentes, se viu obrigado a retirar para a fronteira do reino de Valência, onde entrou intacto mantendo sempre a distância o inimigo que lhe era superior em número. Refazendo então como pôde o seu exército, tomou a ofensiva, expugnou o castelo de Vilena, e procurou atacar o inimigo em Montalegre e em Esla, até que os dois exércitos opostos se encontraram nos campos de Almanza a 25 de abril de 1707, onde as tropas portuguesas sofreram um terrível revés.»

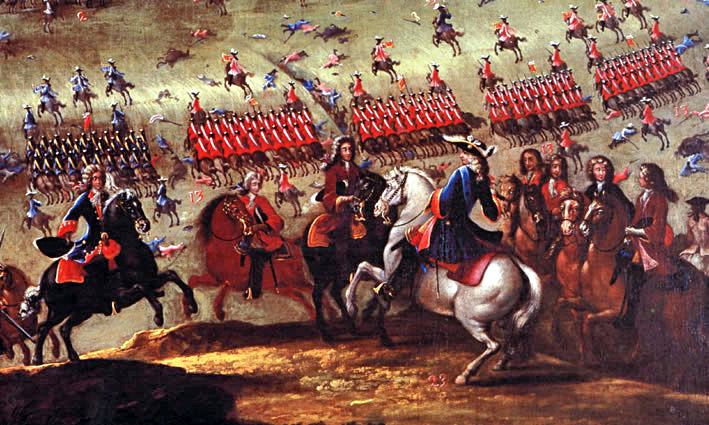
Batalha de Almanza de 25 de abril de 1707.

Diz a «Nobreza de Portugal», tomo II, pág 744, após entrada em Madrid: «Durou pouco este notável triunfo das armas portuguesas, porque a extraordinária lentidão do pretendente a ir a Madrid fazer-se aclamar, em pessoa, deu tempo a que a hábil política dos partidários do Duque de Anjou, Filipe V, ganhasse numerosas adesões para este Príncipe, fazendo ver aos Espanhóis a sua causa como causa nacional. Após vicissitudes diversas da guerra, feriu-se a 25 de abril de 1707 a batalha de Almanza, na qual a causa do Arquiduque se perdeu, tendo os franco-espanhóis comandados por Berwick infligido severa derrota ao exército aliado, que ali perdeu elevadíssimo número de mortos, feridos e prisioneiros. No meio deste desastre houve-se o Marquês das Minas, cujas forças estavam incorporadas no exército vencido, não só com a maior bravura, mas também com grande perícia estratégica, conseguindo retirar para Barcelona com o que restava de suas forças e dali embarcá-las para Lisboa, sob a proteção da esquadra anglo-holandesa. 
«A derrota em nada macula a reputação militar do Marquês das Minas, porque a previu e recuou, e se se aventurou a dar a batalha, foi obrigado pelo voto contrário de Galloway, que tinha grande peso como representante da nação que entre os aliados tinha mais importância, mas como sempre sucede Minas, que tão vistoriado fora quando entrara triunfalmente em Madrid, viu agora todo o seu prestígio perdido.
«Recolhendo a Lisboa e pretendendo voltar ao governo das armas da província do Alentejo, nem isso lhe concederam. Quis demitir-se de todos os cargos e honras, mas a pedido do rei desistiu desse intento, e passou o resto da vida exercendo o lugar de estribeiro-mor da rainha.»

## Dados genealógicos
Filho primogénito do segundo casamento de seu pai, Dom Francisco de Sousa, 1º Marquês de Minas. Senhor das vilas de Beringel e Prado, com todas as jurisdições, incluindo o privilégio de não serem entradas por corregedores das justiças reais, e padroados, e das vilas de Guvari e de Nossa Senhora da Escada, no Brasil. Mestre-de-campo general, estribeiro-mor, Governador e capitão general do Brasil. Foi ainda alcaide-mor de Beja, senhor de cinco comendas na Ordem de Cristo e de duas da ordem de Sant'Iago.
Casou em 1664 com sua prima D. Maria Madalena de Noronha (morta em 1707), filha de D. Álvaro Manoel, 6º senhor da Atalaia, e D. Inês de Lima e Távora, filha de D. Álvaro Pires de Távora.
- 1 - D. Francisco de Sousa (1665-1687) 5º conde do Prado, morto solteiro e sem geração.
- 2 -  D. João de Sousa (Viana do Castelo 29 de dezembro de 1666-assassinado ao sair da Congregação do Oratório de S. Filipe de Néri em 17 de setembro de 1722) 3º Marquês das Minas em 1721 e 6º conde do Prado.
- 3 - D. José Domingos de Sousa (1668-1708), cónego da Colegiada de Guimarães.
- 4 - D. António Luís de Sousa, morto cedo.
- 5 - D. Catarina de Sousa, abadessa do mosteiro de Santa Clara de Coimbra].

De Teresa Colen, senhora irlandesa, teve um filho:
- 6 - D. Luís António de Sousa, (1671-1749), casado com Bárbara Mascarenhas de Queiroz, senhora de Moroleiro. Provém deste bastardo o Sousa usado pelos morgados de Mateus, depois Condes de Vila Real.